# Severo de Sales
Severo de Sales López (Guadalajara; 28 de noviembre de 1940) es un exfutbolista mexicano que jugó en la defensa.

## Trayectoria
Estuvo bajo contrato con el Club América de 1961 a 1970, ganó dos veces seguidas la Copa México y un año después el primer título en la historia del club en la liga profesional.
Junto a su compatriota Alberto Baeza jugó para los Toros de San Diego en la Liga de Fútbol Norteamericana en 1968.

## Selección nacional
Disputó cinco partidos con la selección de México en el Campeonato de Naciones de la Concacaf de 1969, finalizando en el cuarto lugar.

### Participaciones en Campeonatos Concacaf
| Copa                                          | Sede       | Resultado    | Part. | Goles |
| --------------------------------------------- | ---------- | ------------ | ----- | ----- |
| Campeonato de Naciones de la Concacaf de 1969 | Costa Rica | Cuarto lugar | 5     | 0     |

## Clubes
| Club                     | País           | Año       |
| ------------------------ | -------------- | --------- |
| América                  | México         | 1961-1970 |
| San Diego Toros (cesión) | Estados Unidos | 1968      |

## Palmarés

### Títulos nacionales
| Título           | Equipo  | País   | Año     |
| ---------------- | ------- | ------ | ------- |
| Copa México      | América | México | 1963-64 |
| Copa México      | América | México | 1964-65 |
| Primera División | América | México | 1965-66 |

### Títulos internacionales
| Título                        | Equipo        | País   | Año  |
| ----------------------------- | ------------- | ------ | ---- |
| Torneo Juvenil de la Concacaf | México sub-20 | Panamá | 1962 |